# Hymenostegia bakeriana
Hymenostegia bakeriana är en ärtväxtart som beskrevs av John Hutchinson och John McEwan Dalziel. Hymenostegia bakeriana ingår i släktet Hymenostegia och familjen ärtväxter. IUCN kategoriserar arten globalt som sårbar. Inga underarter finns listade i Catalogue of Life.